# Kåre Schultz
Kåre Schultz (født 21. maj 1961) er en dansk erhvervsmand der har været direktør for Teva Pharmaceutical Industries Ltd. fra 2017-2022. Han har tidligere været direktør for H. Lundbeck A/S fra maj 2015 til og med november 2017. Før dette var han viceadministrerende direktør i Novo Nordisk, men valgte at opsige sin stilling, da Lars Rebien Sørensen forlængede sin kontrakt som tophef, således at Schultz måtte vente yderligere en række år for at kunne overtage posten. Ved sin aftrædelse modtog han et såkaldt gyldent håndtryk på 72,7 mio. kr., hvilket på dette tidspunkt var det absolut største beløb nogen afgående direktør i Danmark havde fået.
Schultz har en grad i økonomi fra Københavns Universitet (1987).
Han er bestyrelsesformand for Royal Unibrew A/S og er i bestyrelsen for LEGO A/S.
I samarbejde med journalisten Ole Sønnichsen udgav Schultz en selvbiografi i 2023.